# تغير المناخ في ماليزيا

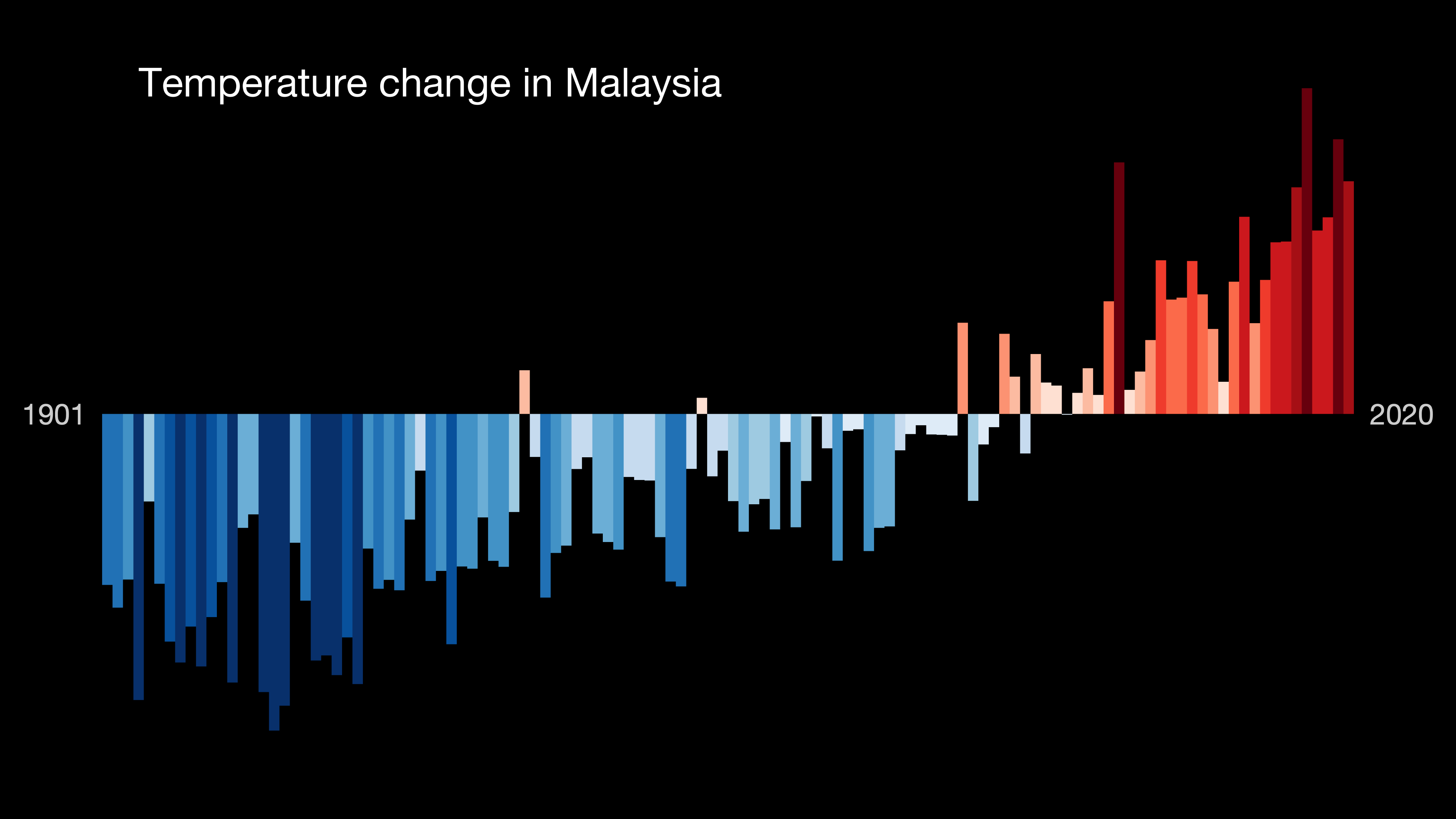
يمثل هذا المخطط الشريطي تمثيلًا مرئيًا للتغير في درجات الحرارة في أكثر من 100 عام مضت. يمثل كل شريط متوسط درجة الحرارة على مدار عام. تم تعيين متوسط درجة الحرارة في الفترة 1971-2000 كحد فاصل بين الألوان الزرقاء والحمراء، ويتراوح مقياس الألوان من ±2.6 انحراف معياري لمتوسط درجات الحرارة السنوية بين السنوات المذكورة في اسم الملف.

يؤثر تغير المناخ تأثيرًا كبيرًا في ماليزيا. من المرجح أن تؤدي زيادة درجات الحرارة إلى زيادة كبيرة في عدد موجات الحر التي تحدث سنويًا. قد تؤدي الاختلافات في هطول الأمطار إلى زيادة تواتر حالات الجفاف والفيضانات في مختلف المناطق المحلية. قد يؤدي ارتفاع مستوى سطح البحر إلى غمر بعض المناطق الساحلية. من المتوقع أن يكون لهذه التأثيرات العديد من الآثار البيئية والاجتماعية والاقتصادية، مما يؤدي إلى تفاقم المشكلات البيئية القائمة وتعزيز عدم المساواة.
تساهم ماليزيا نفسها بالانبعاثات نظرًا لاستخدامها الكبير للفحم والغاز الطبيعي. ومع ذلك، فقد توسع استخدام الطاقة المائية في القرن الحادي والعشرين، ويجري استكشاف مصادر الطاقة المحتملة الأخرى مثل الطاقة الشمسية والكتلة الحيوية. استبقت الحكومة الحاجة إلى التكيف في مجالات مثل الصحة والدفاعات الساحلية، وقد وافقت على اتفاق باريس.

## الانبعاثات
اعتبارًا من عام 2000، كان أكبر مساهم قطاعي في انبعاثات غازات الاحتباس الحراري هو قطاع الطاقة، إذ شكلت انبعاثات مكافئ ثاني أكسيد الكربون البالغة 58 مليون طن 26% من الإجمالي الوطني. تلاه قطاع النقل وشكّل 36 مليون طن أو 16%. تشير تقديرات أخرى إلى أن قطاع الطاقة أنتج 55% من انبعاثات ثاني أكسيد الكربون في عام 2011، و46% في عام 2013.
يظل الوقود الأحفوري الوقود الأساسي لتوليد الكهرباء. ازداد الطلب على الكهرباء بنسبة 64% في العقد السابق لعام 2017. في عام 2017 أنتِج أكثر من 44% من الكهرباء من حرق الفحم، و38% من الغاز الطبيعي. أنتِج 17% من الطاقة المتجددة بالكامل تقريبًا من الطاقة المائية، بينما أنتجت مصادر الطاقة المتجددة الأخرى 0.5% فقط من الكهرباء. ازداد استخدام الفحم، متجاوزًا استخدام الغاز الطبيعي في عام 2010. انخفضت النسبة المئوية التي ينتجها الغاز الطبيعي من 57% في عام 1995، عندما أنتج الفحم 9% فقط. يُستورد معظم الفحم، بسبب ارتفاع تكاليف استخراج الرواسب المحلية. يعزى جزء كبير من هذا التغيير إلى كمية الغاز الطبيعي المستخدمة عمدًا والتي بقيت عند مستوياتها لعام 2000، مما ترك المزيد من الطلب على الفحم كجزء من التنويع. استمر إنتاج الغاز الطبيعي في الزيادة، ولكن حوِل إلى الصادرات. في وقت من الأوقات كان النفط وقودًا مهمًا لتوليد الكهرباء، أنتج 21% من الكهرباء في عام 1995، ولكن مع ارتفاع أسعار النفط انخفض هذا إلى 2% في عام 201، و 0.6% في عام 2017.
تتركز الطاقة المائية في شرق ماليزيا، على الرغم من وجود الإمكانات أيضًا في فيرق وفهغ. على الرغم من الزيادة الأخيرة في استخدام الفحم، لا يُتوقع وجود طاقة فحم جديدة بموجب الخطط الحالية، التي تستهدف بدلًا من ذلك الغاز الطبيعي، وبدرجة أقل الطاقة الشمسية والطاقة المائية. انخفضت انبعاثات ثاني أكسيد الكربون والميثان منذ عام 2010 وحتى عام 2017، خلال فترة توسع الطاقة المائية، في حين تباطأ تزايد انبعاثات أكسيد النيتروس.
ترتبط ملوثات المناخ قصيرة الأجل بارتفاع مستويات تلوث الهواء في المدن الكبرى.
تعد إزالة الغابات، خاصة لزيت النخيل وإنتاج المطاط الطبيعي، أيضًا مساهمًا رئيسيًا في انبعاثات غازات الاحتباس الحراري في البلاد. قدرت دراسة أجريت عام 2016 أن إزالة الغابات وتغير استخدام الأراضي بين عامي 2010 و2015 ساهمت في 22.1 مليون مليغرام من انبعاثات ثاني أكسيد الكربون السنوية.

## التأثيرات
من المتوقع أن تتفاقم الضغوط البيئية الحالية على الموارد الطبيعية. تتسبب الكوارث الطبيعية بالفعل في أضرار بنحو 1.3 مليار دولار سنويًا، ويرجع ذلك في الغالب إلى الفيضانات.

### تغيرات درجة الحرارة
ارتفعت درجات الحرارة بمقدار 0.14-0.25 درجة مئوية لكل عقد منذ عام 1970 وحتى عام 2013. بحلول عام 2090، من المتوقع أن ترتفع بين 0.8 درجة مئوية و3.11 درجة مئوية حسب الانبعاثات العالمية. هناك القليل من التباين الموسمي المتوقع لزيادة درجة الحرارة. ومع ذلك، من المتوقع أن تزداد موجات الحر من حيث التكرار والشدة. حاليًا، فترة ثلاثة أيام عند أعلى درجات الحرارة المتوقعة لديها احتمال حدوث 2%. في ظل سيناريوهات الانبعاثات العالية، سيرتفع هذا إلى 93%، مما يعكس درجات الحرارة المرتفعة الإجمالية. ستؤدي درجات الحرارة المرتفعة هذه إلى تفاقم جزر الحرارة الحضرية الحالية مثل كوالالمبور، والتي يمكن أن تصل بالفعل إلى درجات حرارة أعلى من المناطق المحيطة بها من 4 إلى 6 درجات مئوية (39-43 درجة فهرنهايت). قد ترتفع الوفيات السنوية المرتبطة بالحرارة بين كبار السن من أقل من 1 لكل 100,000 إلى 45 لكل 100,000 في سيناريوهات الانبعاثات العالية. ابيضاض الشعب المرجانية هو تأثير متوقع آخر له تأثيرات بيئية واقتصادية.

### الأمطار والفيضانات
يترك الاعتماد على المياه السطحية ماليزيا عرضة لتغيرات هطول الأمطار، ولكن النماذج لا تظهر تغييرات كبيرة متوقعة، وقد تشهد كلنتن وفهغ مياهًا أكثر مما هي عليه في الوقت الحالي. من المتوقع أن تزداد الأمطار في شرق ماليزيا أكثر من شبه جزيرة ماليزيا. يختلف الحجم الدقيق للزيادة بين التنبؤات وبين سيناريوهات الانبعاثات المحتملة. في ظل السيناريوهات التي تتنبأ بمستويات عالية من الانبعاثات العالمية، من المتوقع أن تكون الزيادة نحو 12% فوق 2732 ملم (107.6 بوصة) الحالية. تشكل الفيضانات، التي تتفاقم بسبب أحداث هطول الأمطار الشديدة، خطرًا قائمًا ومتزايدًا. مع عدم اتخاذ أي إجراء، في ظل سيناريو الانبعاثات المرتفعة، قد تؤثر الفيضانات وسطيًا على 234,500 شخص سنويًا بين عامي 2070 و2100. قد تؤدي أحداث هطول الأمطار الغزيرة إلى هطول أمطار أكثر بنسبة تصل إلى 32% في عام 2090. في عام 2010 تعرض نحو 130,000 شخص في البلاد لحدث فيضان محتمل مرة واحدة في كل 25 عامًا. في ظل الانبعاثات العالية، سيرتفع هذا إلى 200,000 بحلول عام 2030. حتى في سيناريوهات الانبعاث المنخفض، من المتوقع أن تتكرر الأحداث التي ستحدث مرة كل 100 عام، مرة واحدة كل 25 عامًا. أدى تدهور النظام البيئي وانتشار المناطق الحضرية إلى إضعاف القدرة على الصمود الطبيعي للفيضانات.

### مستوى سطح البحر
منذ عام 1993 وحتى عام 2015، ارتفع مستوى سطح البحر بين 3.3 ملم (0.13 بوصة) و5 ملم (0.20 بوصة) سنويًا، اعتمادًا على الموقع. في المستقبل، من المتوقع أن يرتفع مستوى سطح البحر بمقدار 0.4-0.7 متر، مع تعرض شرق ماليزيا للخطر على الأخص. تعتبر المناطق الزراعية الساحلية منطقة خطر ملحوظة، وقد تختفي موائل الأيكة الساحلية الحالية بحلول عام 2060. مثل هذا الارتفاع يزيد من تأثير التيفون، الذي قد تزداد شدته. هذا يشكل خطرًا على السياحة البيئية الحالية في المناطق الساحلية.

### التأثير على الناس
تتعرض الزراعة لمزيد من التهديدات بسبب الجفاف والفيضانات. قد ينخفض محصول الأرز بنسبة 60%. تشمل المنتجات الأخرى التي يحتمل تأثرها المطاط وزيت النخيل والكاكاو. قد يرتفع احتمال الجفاف السنوي، والذي يبلغ 4% حاليًا، إلى 9%. يختلف هذا الاحتمال حسب المنطقة، ومدينة صباح الأكثر احتمالًا. عمومًا، تأثير تغيرات هطول الأمطار على الزراعة أكبر من تغيرات درجات الحرارة.
المجتمعات الأكثر تعرضًا لتأثير تغير المناخ هي الأكثر فقرًا، بما في ذلك تلك التي تشارك في العمل اليدوي، والزراعة، ومصايد الأسماك. وبالتالي، يتوقع أن تؤدي آثار تغير المناخ إلى تعزيز عدم المساواة القائم، سواء في التأثير أو في القدرة على التكيف.